# 翅梗石斛
翅梗石斛（学名：Dendrobium trigonopus）为兰科石斛属下的一个种。

## 扩展阅读
- 維基物種上的相關：翅梗石斛